# Die Torpiraten
Die Torpiraten ist eine deutsche Fernsehserie für Jugendliche, die zum ersten Mal Pfingstsonntag 2008 im deutschen Fernsehen auf dem Fernsehsender NICK lief.

## Handlung
Bei den Torpiraten handelt es sich um eine (fiktive) Fußballauswahlmannschaft aus Köln. Diese wurde von einem Komitee zusammengestellt, um am 'Pokal der Champions' teilzunehmen. Hierbei spielen Teams aus mehreren deutschen Städten in zwei Gruppen à sechs Mannschaften gegeneinander. Als Gegner bekommen es die Torpiraten u. a. mit Tornado Düsseldorf, Flankenritter München und den Gladiators Berlin zu tun. Letztere sind Titelverteidiger und gelten daher von vornherein als haushoher Favorit auf den Gesamtsieg. Gleich im ersten Spiel des Turniers treffen die Torpiraten auf die Gladiators und verlieren 0:3.
Kathi hat sich während der Vorbereitungen zum Turnier in Pascal, dem besten Freund von Phillip, verguckt. Phillip wiederum hat ein Auge auf Kathi geworfen. Aus diesem Grund lässt er nichts unversucht, besser als Pascal dazustehen. Er merkt jedoch, dass er Kathi nicht so recht beeindrucken kann und erzählt ihr dann beiläufig, dass Pascal eine Freundin habe. Das führt dazu, dass Kathi einen Plan schmiedet, um Pascal eifersüchtig zu machen. Sie überlegt sich, dass das am besten klappen würde, wenn sie sich mit einem Freund zeigt. Dafür sucht sie sich ausgerechnet Phillip aus.
Marten ist mit seinen Eltern aus Lüneburg nach Köln gezogen und taucht unvermittelt beim Team auf. Die anderen Spieler haben ihre Bedenken, dass bei seiner „Nominierung“ alles mit rechten Dingen zugegangen ist und behandeln ihn zunächst wie einen Außenseiter. Das vermiest Marten die Laune und er möchte eigentlich nur wieder zurück nach Lüneburg. Doch mit der Zeit erkennen die anderen Spieler, dass Marten ein guter Fußballer ist und er der Mannschaft weiterhelfen kann. Gerade zu dem Zeitpunkt entscheidet sich Marten, von zu Hause abzuhauen und zu seinen alten Freunden nach Lüneburg zu fahren. Kaum ist er nicht mehr in Köln, tun sich seine Mannschaftskameraden in den anstehenden Spielen schwer. Sie rufen Marten permanent an und versuchen ihn zur Rückkehr zu bewegen. Den Ausschlag gibt ein Video, das Matti gedreht hat. So packt Marten seine Sachen, um wieder nach Köln zurückzufahren...
Sibel möchte es unbedingt in die Auswahl schaffen und hält sich selber für gut genug. Das ist natürlich ihrem Bruder Pascal ein Dorn im Auge, der es nicht so gerne sehen würde, wenn seine Schwester mit im Team wäre. Sibel lässt jedoch nichts unversucht und sucht mehrmals das Gespräch mit Udo, dem Trainer der Torpiraten, um ihn von ihren Fähigkeiten zu überzeugen. Doch dieser muss ihre Bemühungen zunächst ablehnen, verspricht aber, ein Gespräch mit Fredi Bobic, einem Mitglied des Komitees zu suchen, welches dann erstmal telefonisch stattfindet. In diesem Telefonat verspricht Fredi Udo, dass er sich für Sibel einsetzen wird. Als Fredi dann nach Köln fährt, um Udo zu besuchen, darf Sibel ihm vorspielen, um ihn ebenfalls zu überzeugen. Einige Zeit später erhält sie aus der Hand von Fredi tatsächlich das Trikot der Torpiraten und darf im Turnier mitspielen.

## Charaktere
Fredi Bobič ist Mitglied des Komitees, welches den Kader der Torpiraten zusammengestellt hat. Er ist mit Udo gut bekannt, fast schon befreundet. Er hat bei der Nachnominierung von Sibel das letzte Wort.
Pascal ist einer der besten Spieler des Teams. Er weiß das und stellt aufgrund dessen Ansprüche. So bringt er sich selbst direkt als Mannschaftskapitän ins Gespräch, wozu er dann auch gewählt wird.
Phillip ist der beste Freund von Pascal. Beide kennen sich schon seit Jahren und gehen zusammen durch dick und dünn, bis Kathi in ihr Leben tritt.
Marten ist kurz vor der Kaderzusammenstellung aus Lüneburg nach Köln gezogen und spielt direkt bei den Torpiraten mit. Die anderen Spieler sind misstrauisch, warum er ins Team gekommen ist, wo er doch bislang noch nie in Köln gespielt hat. Sie vermuten, dass im Hintergrund irgendwelche Absprachen getroffen wurden und etwas nicht mit rechten Dingen zugeht. Marten ist zu Beginn sehr isoliert im Team und trägt selber wenig dazu bei, diesen Umstand zu ändern. Mit der Zeit sehen die anderen Spieler, dass Marten ein richtig guter Fußballer ist und akzeptieren ihn zusehends.
David ist der Stammtorwart und nicht gerade groß gewachsen. Trotzdem hat er den Trainer in den ersten Trainingseinheiten überzeugt und einen Shoot-Out gegen Max gewonnen. Im weiteren Verlauf wird er von der Mannschaft zum neuen Kapitän gewählt.
Udo ist der Trainer der Torpiraten und mit Fredi Bobič, der im Komitee sitzt, befreundet. Er will unbedingt den 'Pokal der Champions' gewinnen, weiß aber, dass dieses Unterfangen nicht einfach werden wird. Mit ihm kommen alle Spieler gut aus.
Max ist Ersatztorwart der Torpiraten und findet sich mit dieser Rolle nicht ab. Er nutzt jede Gelegenheit dazu, sich selber ins Gespräch zu bringen, um eventuell doch noch Stammtorwart werden zu können. Alleine aufgrund seiner Körpergröße hält er es für angebracht, dass er im Tor zu stehen hat.
Sibel ist Pascals (Halb-)Schwester und wurde aufgrund ihres Geschlechts nicht ins Team berufen, obwohl sie so gerne mitgespielt hätte. Sie lässt nichts unversucht, doch noch ins Team zu kommen und sucht mehrfach das Gespräch mit dem Trainer, der den Umstand aber zunächst nicht ändern kann.
Matti wurde nicht für das Team nominiert, will aber trotzdem dabei sein. Daher kommt er auf die geniale Idee, das Team vor, während und nach den Spielen und Trainingseinheiten mit der Kamera zu begleiten. Das führt oftmals dazu, dass die Spieler der Torpiraten genervt sind, wenn Matti auftaucht, aber eigentlich finden sie seinen Einfallsreichtum ganz witzig. Gleiches gilt für den Trainer, der Matti nur in den Konzentrationsphasen und bei ganz wichtigen Dingen der Kabine verweist.
Kathi ist total verliebt in Pascal und ist bei jedem Spiel oder Training ihres Schwarms dabei. Sie hatte ihre beste Freundin Anne immer im Schlepptau.
Anne ist die beste Freundin von Kathi und immer mit ihr unterwegs. Obwohl sie sich überhaupt nicht für Fußball interessiert, steht sie ihr bei jedem Spiel und bei fast jedem Training zur Seite – auch wenn das manchmal sehr nervt.
Tim ist der große Bruder von Phillip und gibt diesem von Zeit zu Zeit Ratschläge, wie er sich zu verhalten hat.

## Hintergrundinformationen
Die Dreharbeiten begannen am 14. Februar 2008 in Köln und endeten am 14. Mai 2008. Es wurde hauptsächlich auf der Bezirkssportanlage Köln-Süd gedreht. Als weitere Drehorte wurden andere Kölner Sportplätze ausgewählt.
Zwei Drehtage wurden in Berlin und im Karl-Liebknecht-Stadion in Potsdam am Rande des DFB-Pokalendspiels der A-Junioren absolviert.
Als „Schauspieler“ fungierten echte Jugendliche, die im Verein Fußball spielen. Der Einfachheit halber heißen die Charaktere der Serie mit Vornamen so wie die „Schauspieler“ im echten Leben. Die Hauptdarsteller gehörten zum Zeitpunkt der Dreharbeiten alle dem Verein SC Fortuna Köln an und spielten dort in der U17, U16, U15 und U13. Die gegnerischen Mannschaften wurden ebenso von richtigen Fußballmannschaften aus Köln dargestellt (u. a. von DJK Südwest, DJK Grün-Weiß Nippes, SC West Köln). Gleiches gilt für die in der Serie vorkommenden Schiedsrichter. Auch hier handelt es sich um echte Unparteiische, die in ihrer Freizeit offiziell Spiele des Fußballkreises Köln leiten.